# Kernel same-page merging
Kernel same-page merging (KSM) mehanizam je deduplikacije podataka u RAM memoriji, koji se može koristiti i u virtualizaciji, unutar hipervizora.
KSM je značajka deduplikacije RAM memorije hipervizora koju nudi Linuxova jezgra (engleski: kernel).
KSM radi skeniranjem niza stranica fizičke memorije u potrazi za identičnim sadržajem i identificiranjem virtualnih stranica memorije koje su im mapirane. Ako se pronađu identične stranice, odgovarajuće virtualne stranice memorije se ponovno mapiraju tako da sve pokazuju na istu fizičku stranicu, a stare stranice se oslobađaju. Virtualne stranice memorije su pri tome označene kao "copy-on-write", tako da će svako pisanje na njih biti zapisano u novo područje memorije, ostavljajući dijeljenu fizičku stranicu netaknutom.
Upotrebom KSM mehanizama koje koristi i hipervizor KVM, omogućuje gostima KVM (virtualnim računalima) da dijele identične memorijske stranice. Te dijeljene stranice obično su uobičajene biblioteke ili drugi identični podaci koji se često koriste. KSM zbog toga omogućuje veći broj identičnih ili sličnih gostujućih operativnih sustava (virtualnih računala) izbjegavanjem dupliciranja memorije.